# South Gyle (stacja kolejowa)
South Gyle (ang: South Gyle railway station) – stacja kolejowa w Edynburgu, w South Gyle, w Szkocji. Stacja została otwarta w maju 1985 roku przez British Rail i znajduje się na Fife Circle Line, 7,2 km na zachód od Edynburg Waverley. Ma dwa perony, wyposażona jest w automaty biletowe i wiaty na peronach.
Stacja Edynburg Park jest na skraju South Gyle, która obsługuje North Clyde Line i Edinburgh-Dunblane Line.
Planowany jest nowy węzeł na północny zachód od stacji o nazwie Edinburgh Gateway.

## Połączenia
Od poniedziałku do soboty, kursują cztery pociągi na godzinę do Edynburg Waverley. Podczas wieczornego szczytu, dwa połączenia na godzinę są przedłużane do Brunstane i Newcraighall. Cztery pociągi na godzinę kursują w kierunku Inverkeithing i Fife Circle.
Wieczorami i w niedziele, dwa pociągi na godzinę kursują do Waverley i dwa na Fife Circle, jeden poprzez Dunfermline i jedne przez Kirkcaldy.

## Linie kolejowe
- Fife Circle Line